# Договір у Кореневі
Договір між німецько-українською та російською сторонами про припинення воєнних дій — угода, що була укладена 4 травня 1918 у Кореневі між німецько-українською та радянською сторонами, яка припиняла бойові дії між ними і визначала нейтральну територію, створену по обидві сторони демаркаційної лінії між німецько-українськими, з одного боку, і військами Російської Соціалістичної Федеративної Радянської Республіки, з іншого боку. Договір був оголошений у телеграмі з розпорядженням фронтам від 5 травня 1918 року з підписом голови Раднаркому РСФРР Леніна та голови мирної делегації Сталіна. У зв'язку з перемир'ям склав із себе повноваження головнокомандувач «південних республік» (Радянської України) Володимир Антонов-Овсієнко.
Розпочаті 4 травня 1918 року в Кореневі переговори про перемир'я на ділянці фронту Рильськ-Суджа продовжились 6 травня у Конотопі, де між сторонам було укладено іще один договір, який містив ті самі досягнуті умови, але поширював їхню дію на інші ділянки українсько-російського фронту — від Рильська до Білгорода. Переговори про остаточну мирну угоду й кордони розпочалися 23 травня 1918-го між гетьманським сенатором Сергієм Шелухіним та представником радянського уряду Християном Раковським, тривали до жовтня і були безплідними, оскільки більшовики свідомо затягували їх, очікуючи поразки Німеччини у Першій світовій війні.

## Делегації
Присутніми при підписанні угоди 4 травня 1918 року у Кореневі з німецько-українського боку були майор фон Розенберг-Липинський, поручик запасу Кеніг та підпоручик Дистель. З російської сторони: Зільберман — начальник штабу військ Курського району, Петро Зайцев — секретар мирної делегації та Микола Вишневецький — комісар Курського району.

## Текст договору
1. Встановлена нейтральна зона завширшки 10 кілометрів, яку обидві сторони не повинні переходити. З німецької сторони ця зона йде по лінії Суджа — Любимівка — Коренево та залізниця Коренево-Рильськ. На російській стороні по лінії Мазепівка — Степанівка — Нижня Груня і перетин залізниці Коренево — Льгов і дороги Олександрівськ — Скрилівка — Крем'яне — Мала Локня — Черкаська — Порічна — Курочка — Шинавка — Пушкарське — Руська Конопелька.
2. Вищезазначену зону не повинні переходити ніякі охоронні або розвідувальні патрулі з обох сторін.
3. Реквізиція продовольчих припасів в нейтральній зоні забороняється кожній зі сторін, а також і приватним особам.
4. Обидві сторони не відповідають за перехід через зазначені межі приватних осіб.
5. Межі зони не доступні і льотчикам.
6. З моменту підписання цього договору обидві сторони гарантують, що великих бойових дій проводитись не буде.
7. Зважаючи на труднощі повідомити російські бойові частини про цей договір, в повну силу він входить лише з четвертої години пополудні 5 травня нового стилю 1918 року
8. Питання про умови відновлення бойових дій буде вирішене в Конотопі, де переговори триватимуть.
9. З цього договору будуть зняті чотири копії російською та німецькою мовами, і кожна сторона отримає дві російські і німецькі копії договору. Крім того німецькі представники отримують російський оригінал, а російські — німецький.
10. Мета цього договору — укладення перемир'я завдяки мирним переговорам. Цей договір прочитаний всіма представниками на їх рідній мові і ними прийнятий і підписаний